# Vangueria mollis
Vangueria mollis är en måreväxtart som först beskrevs av Robyns, och fick sitt nu gällande namn av Henrik Lantz. Vangueria mollis ingår i släktet Vangueria och familjen måreväxter. Inga underarter finns listade i Catalogue of Life.